# Tine Cederkvist
Tine Cederkvist Viskær (* 21. März 1979) ist eine dänische Fußballspielerin. Die Torhüterin spielte zwölf Jahre lang für die A-Nationalmannschaft. Seit dem 1. Juli 2013 ist über ihren weiteren Werdegang nichts bekannt.

## Karriere

### Vereine
Cederkvist spielte bereits im Alter von 16 Jahren für den in Gentofte ansässigen Gentofte-Vangede Idrætsforening Fußball. Von 1996 bis 2001 spielte sie für den Hillerød Gymnastik- og Idrætsforening, bevor sie zum Brøndby IF wechselte. Mit diesem Verein gewann sie sechsmal (in Folge) die Meisterschaft sowie dreimal den nationalen Vereinspokal. 2009 wechselte sie zu Lait de Beauté Football Club Malmö, dem sie bis ins Jahr 2012 angehörte und in dieser Zeit über Leihgeschäfte an den australischen Erstlisten Perth Glory und an den schwedischen Erstligisten Linköpings FC abgegeben wurde. Zuletzt gehörte sie dem dänischen Verein Ballerup-Skovlunde Fodbold von 2011 bis 2013 an.

### Nationalmannschaft
Vom 27. August 2000 bis zum 18. Dezember 2011 bestritt sie 68 Länderspiele für die A-Nationalmannschaft. Ihr Debüt fand in Aachen mit dem in Freundschaft ausgetragenen und mit 0:7 verlorenen Spiel gegen die Nationalmannschaft Deutschlands statt; 17 weitere Freundschaftsspiele sollten noch folgen.
Mit der Mannschaft nahm sie von 2001 bis 2005 und von 2007 bis 2011 zehnmal am Turnier um den Algarve-Cup teil und kam in insgesamt 26 Spielen zum Einsatz. Des Weiteren wurde sie in sieben WM- und neun EM-Qualifikationsspielen berücksichtigt. Sie gehörte dem WM-Kader 2007 an, wurde im Turnierverlauf jedoch nicht eingesetzt, dafür zwei Jahre zuvor in drei Spielen der Gruppe A bei der Europameisterschaft 2005 in England. Sie bestritt ein Qualifikationsspiel für die Teilnahme am olympischen Fußballturnier 2008 sowie vier Spiele in zwei internationalen Turnieren in der Schweiz und in Brasilien. Dort hatte sie in São Paulo bei der 1:2-Niederlage gegen die Nationalmannschaft Brasiliens auch ihren letzten Einsatz als Nationalspielerin des DBU.

## Erfolge
Nationalmannschaft
- Algarve-Cup-Finalist 2001, (2007, 2008 ohne Finaleinsatz)

Brøndby IF
- Dänischer Meister 2003 – 2008
- Dänischer Pokal-Sieger 2003, 2005, 2008